# 犬飼新
犬飼 新（いぬかい しん 1959年10月6日 - ）は、日本の実業家。日本貨物鉄道（JR貨物）代表取締役社長。

## 来歴
東京都出身。1985年に早稲田大学教育学部を卒業後、間組（現・安藤ハザマ）に入社。
2003年にJR貨物へ入社。2015年に同社執行役員、2018年取締役常務執行役員、2022年6月、第8代社長に就任。JRグループの社長としては初となる私立大学出身かつ、日本国有鉄道での在職経験がない中途採用出身者からの社長となった。